# Vroeg eekhoorntjesbrood
Het vroeg eekhoorntjesbrood  (Boletus reticulatus, synoniem: Boletus aestivalis) is een paddenstoel uit de familie Boletaceae. De soort heet vroeg eekhoorntjesbrood omdat hij vroeger in het jaar verschijnt dan gewoon eekhoorntjesbrood (Boletus edulis). De soort kan gevonden worden van mei tot en met oktober. De soort groeit onder loofbomen, voornamelijk onder eiken (Quercus) en Fagus-soorten, zelden berken (Betula) en lindes (Tilia). De soort komt het vaakst voor in schrale lanen op zure tot zwak zure, zandige of lemige bodems, minder vaak in loof- en gemengde bossen.

## Kenmerken

### Uiterlijke kenmerken
Hoed
De hoed heeft een diameter tot 20 cm. het hoedoppervlak niet vettig, glanzend en glad, maar eerder droog en iets vezelig-viltig, later barst de hoedhuid vaak open in onregelmatige plakjes, waartussen je het hoedvlees kunt zien (craquelé).  De kleur varieert in verschillende lichte tinten bruin, de vezels aan de rand zijn vaak wat donkerder van kleur. Als het droog is, scheurt de hoed vaak open.
Poriën
De buisjes zijn witachtig als ze jong zijn, later verkleurend van romig geel naar groenachtig geel. De poriën komen qua kleur overeen met de buisjes, ze zijn klein en afgerond. Na kneuzing blijft de kleur van de poriën onveranderd. 
Steel
De steel staat centraal en heeft en lengte tot 12 cm. De steel heeft een sterk gemarkeerd netvormig patroon met een variabele witte tot bruine kleur. Het netwerk reikt tot aan de voet van de steel. Het is een typische boleet, door de vlezige hoed waarvan het oppervlak gemakkelijk kan barsten. De steel kan naar de voet toe opzwellen. 
Geur en smaak
Het vlees van de paddenstoel is wit en stevig. De smaak is mild en heeft geen bijzondere geur.
Sporenprint
De sporenprint is olijfgroen snuiftabakbruin.

### Microscopische kenmerken
De cuticula of pileipellis is van het type trichoderm: bestaande uit verweven septate hyfen met cilindrische cellen zonder incrustaties. De hyfen van het vlees in de steelbasis is inamyloïde (kleurt niet met Melzers reagens). De sporen meten 13-16 × 4,5-5,5 µm. Het Q-getal is 2,6 tot 4,2.

## Gelijkende soorten
Het vroeg eekhoorntjes brood kan worden verward met enkele andere soorten:
- Het gewoon eekhoorntjesbrood (Boletus edulis) kan er sterk op lijken. Het heeft een vettige, glanzende, meestal donkere hoed, vaak met een lichtgekleurde rand en een minder uitgesproken netwerkpatroon op de steel dat ook lichter wordt met de jaren, dat niet tot aan de basis van de steel reikt.

- Vooral oudere exemplaren met een donkere steel kunnen worden verward met de bittere boleet (Tylopilus felleus), die vanwege zijn bitterheid oneetbaar is. Met de leeftijd heeft dit meer poriën, die door het sporenpoeder roze worden en nooit geelachtig worden en onder de hoed vandaan zwellen. Tylopilus felleus is meestal ook niet zo dik van vlees.

- Het zeldzame bronskleurig eekhoorntjesbrood (Boletus aereus) dat ongeveer dezelfde ecologie heeft, onderscheidt zich door de donkere hoed, die vaak iets wit berijpt is, vooral aan de rand van jonge, verse exemplaren. Ook is het steelnetwerk onduidelijker.

## Ecologie
Het vroeg eekhoorntjesbrood is een mycorrhizaschimmel die in Midden-Europa alleen samenleeft met loofbomen, vooral beuken en eiken. Hij komt voor in beuken-, dennen- en eikenbossen, maar ook in parkachtige biotopen. De soort is niet bijzonder veeleisend wat betreft de pH van de bodem, hij wordt aangetroffen op basische, neutrale en zure bodems die vers tot matig droog en leemachtig zijn, zeldzamer op zandgronden. De vruchtlichamen verschijnen zeer vroeg in het jaar (vanaf mei, juni) maar zijn in warmere gebieden tot ver in oktober te vinden.

## Verspreiding
Het vroeg eekhoorntjesbrood komt voor in bossen in heel Europa, na warm en vochtig weer, van het begin van de zomer tot het einde van de herfst. Het komt vooral veel voor in het zuiden en westen van Frankrijk, evenals in Nationaal park Appennino Tosco-Emiliano in Italië. Het is minder gastheerspecifiek dan andere eekhoorntjesbrood. Het komt voor in Oekraïne en de Krim, en de Republiek Karelië, Karatsjaj-Tsjerkessië, Kraj Krasnodar, Oblast Toela, Oblast Moskou, en zo ver naar het oosten als Kraj Primorje in Rusland. Boletus reticulatus is teruggevonden in zuidelijk Afrika, waar het waarschijnlijk werd geïntroduceerd, groeiend onder de Mexicaanse soort Pinus patula.
In Nederland komt het vroeg eekhoorntjesbrood algemeen voor. Het is niet bedreigd en staat niet op de rode lijst.

## Naamgeving
Vroeg eekhoorntjesbrood werd in 1793 beschreven door de Franse mycoloog Jean Jacques Paulet (1740-1826), die hem Boletus aestivalis noemde; de geaccepteerde naam dateert uit 1774, toen deze soort formeel werd beschreven door Jacob Christian Schaeffer en omgedoopt tot Boletus reticulatus.

## Foto's

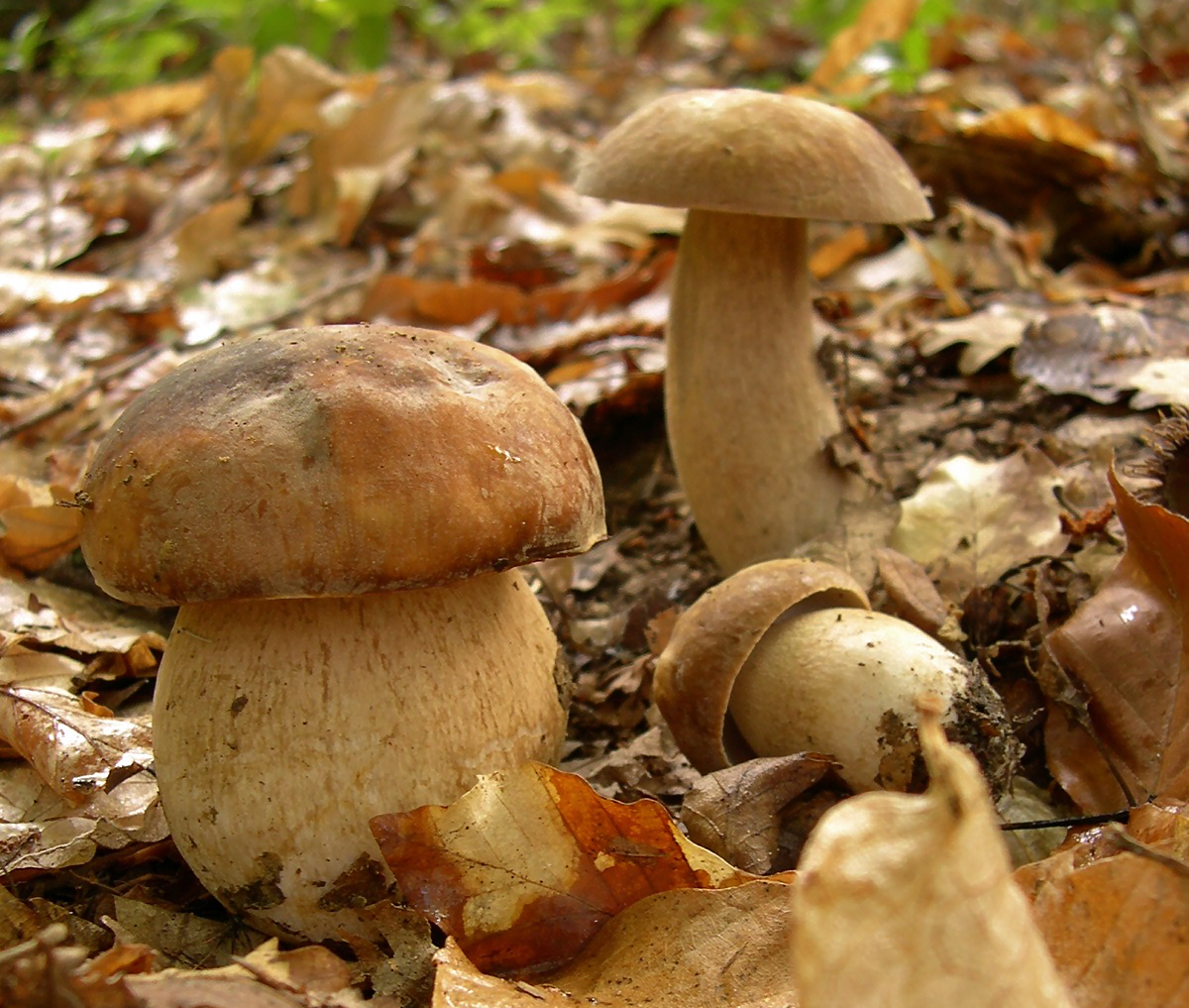
Meerdere exemplaren
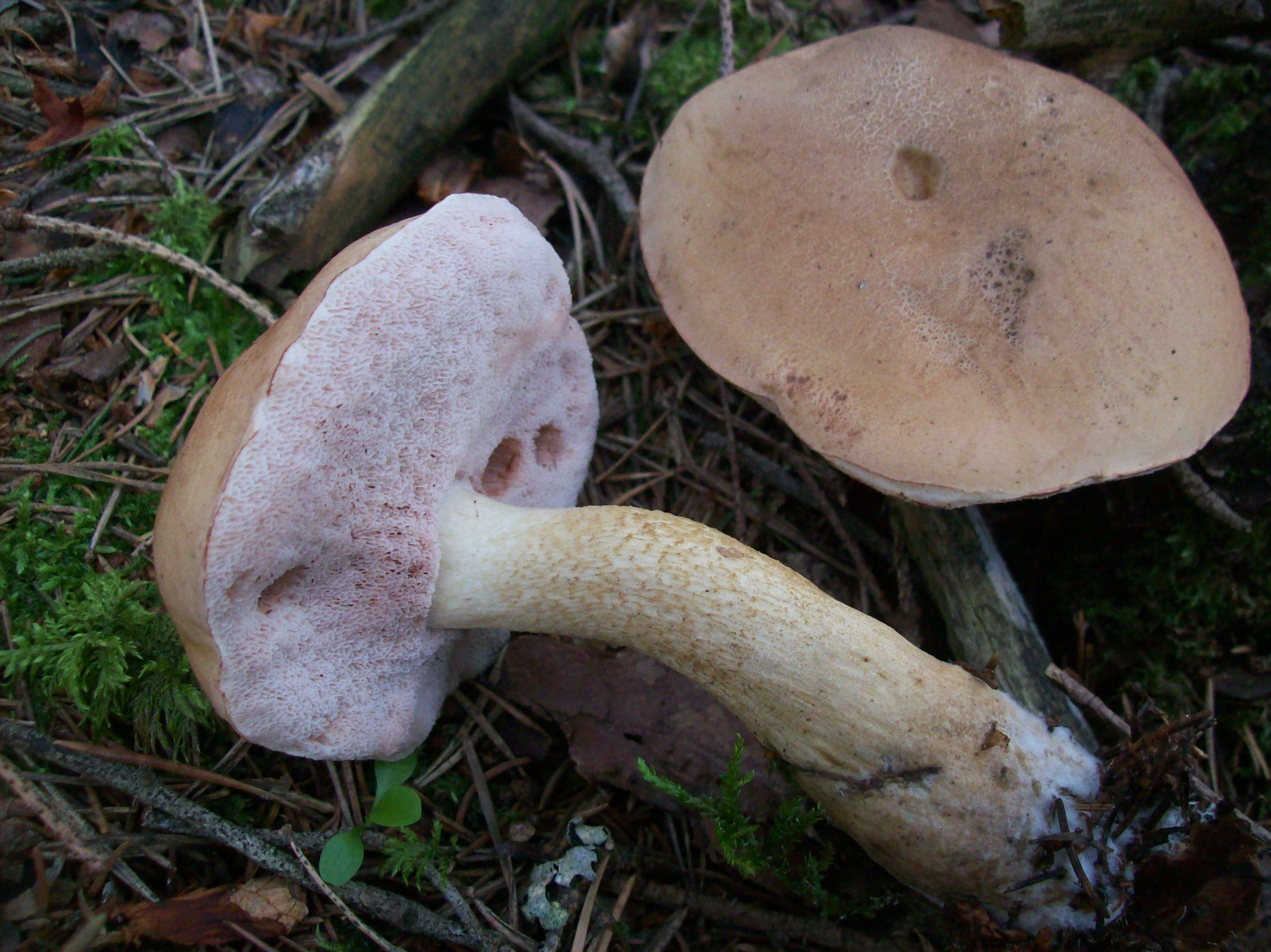
Steel en poriën
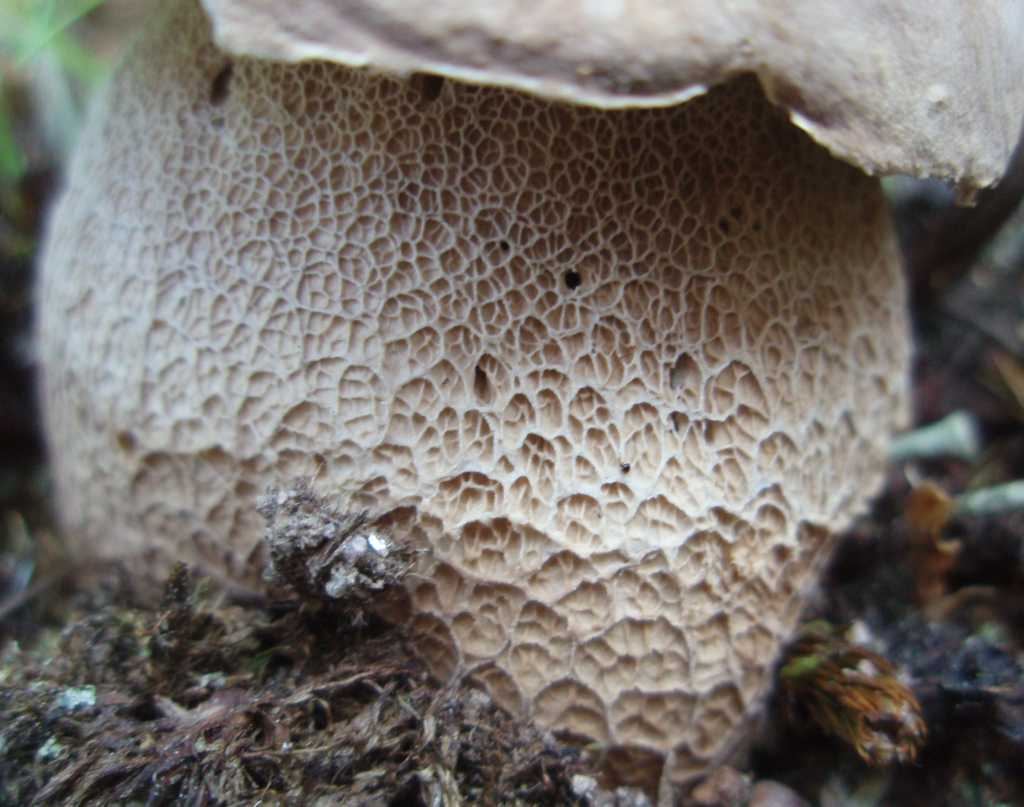
Netwerk
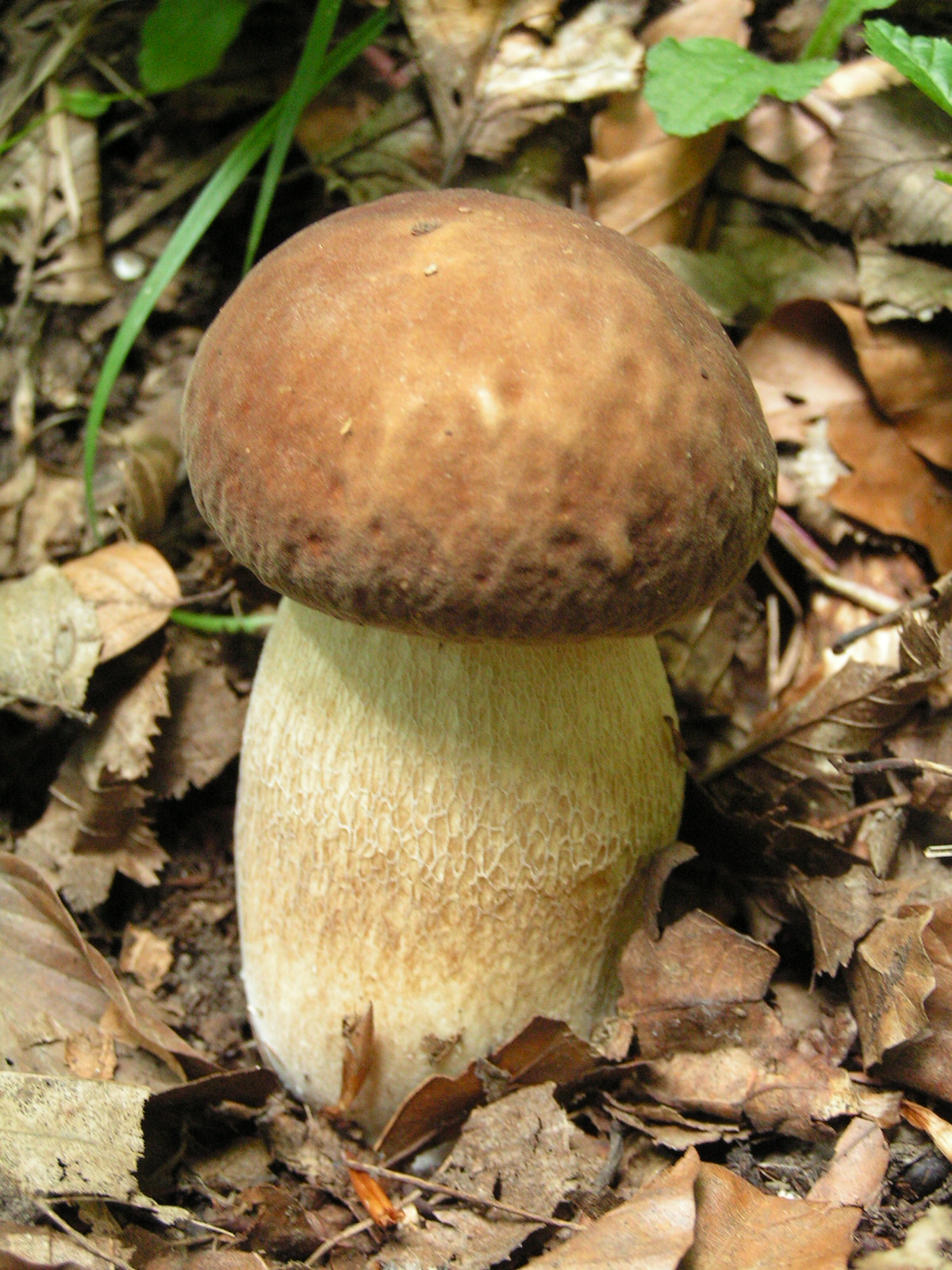
Hoed